# Waldemar Kryger
Waldemar Kryger (* 8. November 1968 in Posen) ist ein ehemaliger polnischer Fußballspieler.
Waldemar Kryger erlernte das Fußballspielen beim polnischen Provinzverein Patria Buk und spielte im Laufe seiner 20-jährigen Profi-Karriere bei nur zwei Vereinen (Lech Posen und VfL Wolfsburg).

## Erfolge
- Polnischer Meister (1990, 1992, 1993)
- Polnischer Pokalsieger (2004)
- Polnischer Supercupsieger (1991, 1993)

| Personendaten    | Personendaten             |
| ---------------- | ------------------------- |
| NAME             | Kryger, Waldemar          |
| KURZBESCHREIBUNG | polnischer Fußballspieler |
| GEBURTSDATUM     | 8. November 1968          |
| GEBURTSORT       | Posen                     |